# NGC 4273
NGC 4273 é uma galáxia espiral barrada (SBc) localizada na direcção da constelação de Virgo. Possui uma declinação de +05° 20' 37" e uma ascensão recta de 12 horas, 19 minutos e 56,0 segundos.
A galáxia NGC 4273 foi descoberta em 17 de Abril de 1786 por William Herschel.